# Bonaventure Djonkep
Bonaventure Djonkep (Bafang, 1961. augusztus 20. –) kameruni válogatott labdarúgó.

## Pályafutása

### Klubcsapatban
1982 és 1995 között az Union Douala csapatában játszott, melynek tagjaként 1990-ben megnyerte a kameruni bajnokságot. 

### A válogatottban
1984 és 1990 között 34 alkalommal szerepelt a kameruni válogatottban és 4 gólt szerzett. Tagja volt az 1984-ben és 1988-ban Afrikai nemzetek kupáját nyerő válogatottak keretének és részt vett az az 1990-es világbajnokságon, de egyetlen mérkőzésen sem lépett pályára.
Részt vett az 1982-es és az 1990-es Afrikai nemzetek kupáján is. 

## Sikerei, díjai
Union Douala
- Kameruni bajnok (1): 1990

Kamerun
- Afrikai nemzetek kupája (2): 1984, 1988